# Leslie Lamport
Leslie Lamport (ur. 1941) – amerykański informatyk.
Kariera naukowa:
- 1960 – B.S. (Bachelor's degree) z matematyki na Massachusetts Institute of Technology
- 1963 – M.A. (Master's degree) również z matematyki na Brandeis University
- 1972 – Ph.D. (Doctor of Philosophy)

Dziedziny w których dokonał znaczącego wkładu:
- systemy rozproszone
- logika temporalna

Wkład w dziedzinę systemy rozproszone obejmuje m.in.:
- Algorytm Paxos
- Problem Bizantyjskich Generałów

Ponadto jest znany jako twórca i propagator systemu składu tekstu LaTeX.
Obecnie pracuje dla Microsoft Research.